# Earendel
WHL0137-LS, nota anche come Earendel ("Stella del mattino" in inglese antico), è una stella supergigante blu nella costellazione della Balena. Osservata attraverso una lente gravitazionale dal telescopio spaziale Hubble, dista 28 miliardi di anni luce dalla Terra, da una prima stima di 12,9 miliardi di anni luce e ad aprile 2022 è la singola stella più distante mai osservata.

## Osservazione
La scoperta di Earendel da parte del telescopio spaziale Hubble è avvenuta il 30 marzo 2022, quando la lente gravitazionale causata dalla presenza dell'ammasso di galassie WHL0137-08 tra essa e la Terra, ha amplificato la sua luce tra le mille e quarantamila volte.
La stella è stata soprannominata Earendel dagli scopritori, che significa "stella del mattino" o "luce nascente" in inglese antico.
Ulteriori osservazioni di Hubble e del telescopio spaziale James Webb sono state proposte per definire meglio le proprietà della stella. La maggiore sensibilità del James Webb dovrebbe consentire l'analisi dello spettro di Earendel e determinare se si tratta effettivamente di una singola stella, inoltre l'analisi spettrale potrebbe rivelare la presenza di elementi più pesanti dell'idrogeno e dell'elio.

## Caratteristiche
La luce di Earendel è stata emessa 900 milioni di anni dopo il Big Bang; il suo spostamento verso il rosso è pari a {\displaystyle z=6.2}, il che significa che la sua luce ha raggiunto la Terra 12,9 miliardi di anni dopo la sua formazione. Tuttavia, a causa dell'espansione dell'universo, la stella si trova a una distanza comovente di 28 miliardi di anni luce. La precedente stella più lontana, MACS J1149 Lensed Star 1, ha uno spostamento verso il rosso di 1,49.
Se il corpo celeste osservato fosse una singola stella, essa avrebbe una massa compresa tra 20 e 200 masse solari, una luminosità tra 631.000 e 3.981.000 luminosità solari e un raggio tra 103 e 393 raggi solari. Tuttavia, potrebbe trattarsi anche di un sistema binario. Nel caso di una stella singola, si tratterebbe di una massiccia e calda supergigante blu e, a causa della sua grande massa, è presumibilmente esplosa in supernova alcuni miliardi di anni fa, anche se la stella ci risulterà regolare per ancora qualche milione di anni. Ha una temperatura superficiale effettiva di circa 20.000 K. Anche se appare improbabile, esiste una piccola possibilità che Earendel sia una stella di popolazione III, ipotetiche e antichissime stelle che si presume non contengano nessun altro elemento oltre all'idrogeno primordiale e all'elio, ed essere quindi sprovviste di metalli.
Il 30 luglio 2022, durante la sua prima campagna osservativa, il telescopio spaziale James Webb ha catturato un'immagine di Earendel.